# Joan de Vilagut
Fra Joan de Vilagut fou un cavaller de l'orde de Sant Joan de Jerusalem i des de 1427 castellà d'Amposta. Era fill de Bernat de Vilagut, senyor del castell d'Empordà i de Sant Mori, de la noblesa de Castelló d'Empúries, i de Gueraua de Creixell i de Capcir, senyora de Sant Mori. Va tenir quatre germans: Guillem de Vilagut, Francesc de Vilagut, Pere de Vilagut i Bernat de Vilagut.

## Biografia
Les primeres notícies que tenim és de 1408 quan, gràcies a la influència del rei Martí I l'Humà, se li concedia la comanda hospitalera de Granyena de Segarra; això ens demostra que ja tenia una importància al costat del rei. Amb el canvi de dinastia es mostrà fidel al nou rei Ferran d'Antequera i participà en el setge de Balaguer el 1415 contra el revoltat Jaume II d'Urgell.
El 1422 era el rei Alfons V qui feia gestions per tal que es promocionés a fra Vilagut a la comanda d'Ulldecona i el rei deixava ben clar que aquest ascens es feia per l'ajuda que els germans de Joan, Bernat i Guillem de Vilagut li feien en les campanyes italianes. El 1423 era Joan de Vilagut qui comanava una galera per ajudar el rei a Itàlia, mentre el rei li demanava que obviés les demandes de l'orde de l'Hospital per anar a Rodes i restés al seu servei.
Amb aquesta privadesa entre la monarquia i fra Vilagut quan la castellania d'Amposta quedà vacant el 1427 ell estigués ben posicionat per aconseguir-la i així fou. Amb el nou càrrec es concentrà més en els afers de l'orde i no es va preocupar més dels problemes militars del rei Alfons a itàlia. És més, el 1436 s'oposava que les corts enviessin una flota militar per ajudar el rei.
El 1441 decidia marxar per segon cop a  Rodes, on hi havia la seu central de l'orde i on ja havia estat en el decurs de 1433. L'illa en aquell moment rebia forts atacs dels mamelucs i per això els òrgans centrals feien crides per tal que els cavallers s'hi reunissin per ajudar en la defensa. Com a lloctinent a la castellania va deixar un home de la seva confiança i mig emparentat amb ell, fra Bernat Hug de Rocabertí. El 1444 quan fra Vilagut tornava cap a Catalunya el seu vaixell s'enfonsà i moriren tots els qui viatjaven.
Abans de marxar de Rodes, però, fra Joan de Vilagut deixà un donatiu de cent mil sous barcelonesos per tal que s'equipés la infermeria de l'orde, que al seu torn havia estat construïda amb l'herència que va deixar un altre català, fra Antoni de Fluvià, que va ser Mestre de l'orde fins al 1437. Com a agraïment l'orde marcà tota la vaixella de la infermeria amb l'escut de fra Vilagut, fins i tot després quan l'orde es traslladà a Malta. El seu successor a la castellania d'Amposta fou fra Pere Ramon Sacosta.
De fra Vilagut també n'hem conservat restes de la seva activitat poètica. Concretament conservem les restes d'una cançó amorosa i també en conservem una resposta poètica que Guillem Tinter li va fer a una altra poesia seva. Les peces ja són en català i demostren com la poesia s'estenia per les classes aristocràtiques com una manera de prestigi social.